# Фелікс Конечний
Фелікс Кароль Конечний (пол. Feliks Karol Koneczny; 1 листопада 1862, Краків — 10 лютого 1949, там само) — польський історик та історіософ, бібліотекар, театрознавець, публіцист, творець оригінальної концепції цивілізації.

## Життєпис
Фелікс Конечний народився в Кракові 1 листопада 1862 року. Його родина походила з Моравії, куди предок прибув з військом Яна III Собеського у 1683 р. Мати покинула його в дитинстві, поки його батько працював на залізниці через відрахування з Ягелонського університету за участь у Краківському повстанні.
Спершу Фелікс Конечний пішов в молодшу школу, а після її закінчення почав навчатися в школі св. Анни (1873). Спочатку навчання там йшло дуже добре, але з часом його оцінки ставали все гіршими. Зрештою йому довелося навчатися повторно в четвертому класі, але вже в іншій школі. Тут ситуація повторилася знову — він розпочав з дуже хороших результатів, проте пізніше почав відставати у навчанні, зокрема через прогули в шостому класі. Після численних труднощів у 1883 році екстерном склав іспит в середній школі.
У 1883 році вступив до Ягелонського університету в Кракові на історичний факультет, де навчався 7 років. В 1888 році здобув докторський ступінь за дисертацію Максиміліана Іскшицького: Найдавніші відносини Лівонії з Польшею до 1393 року. Його дисертація була високо оцінена рецензитами, А. Левицьким та В. Заржевським.
Будучи студентом Фелікс Конечний одружився з Марселою Керч. В них народилася донька Броніслава та два сини,  Чеслав та Станіслав. Перший був убитий під час придушення Варшавського повстання 1944 разом зі своєю дружиною, а другий — заарештований за участь у змові у 1943 році.
У 1889—1890 рр. Фелікс Конечний проводив дослідження у Ватиканському архіві. Після повернення працював науковим співробітником в архіві Академії науки. Потім працював у бібліотеках Академії науки та Ягеллонського університету (1897—1919), і водночас працював у Слов'янському клубі, Товаристві народної школи та Народному університеті. У цей час він опублікував численні статті в таких журналах: «Czas», «Przegląd Polski», «Głos Narodu» та щомісячнику «Świat Słowiański», редактором якого він був (1905—1914).
Під час Першої світової війни, через евакуацію з Кракова внаслідок боїв, що точилися на північ від міста, Конечний та його сім'я опинилися в місті Старі Гамри в Моравії. В цей період він написав такі книги: Тадеуш Костюшко (1917), Історія Росії (1917) і як редактор Польща в загальнолюдській культурі (1918).
Після відновлення незалежності Польщі, Фклікс Конечний став доцентом в 1919 році. А вже наступного року здобув ступінь габілітації з працею «Історія Росії до 1449 року». 1922 року отримав звання професора та очолив кафедру історії Східної Європи (1922—1929). У цей період він співпрацював з такими журналами, як Kwartalnik Historyczny, Przegląd Powszechny, Ateneum Wileńskie, Ateneum Kapłańskie, Muzeum, Tęcza
Після досягнення пенсійного віку Міністерство релігійних віросповідань і народної просвіти двічі задовольнило клопотання Ради гуманітарного факультету про допуск Конечного до читання лекцій. У 1929 році така згода не була надана і професор пішов у відставку.
У 1929 році повернувся до Кракова. У 1930-х роках його наукова діяльність відійшла від історичної проблематики. Конечний публікував переважно теми, пов'язані з історіософією, етикою та релігією. Це знайшло вираження в таких дослідженнях: Про множинність цивілізацій (1935), Святі в історії польського народу (1937), Розвиток моралі (1938), Протестантизм у колективному житті (1938), Церква як політичний вихователь народів (1938). Публікувався також у католицькій пресі.
Помер в Кракові 10 лютого 1949 року. Похований на Сальваторському цвинтарі.

## Театральна критика
На межі ХІХ-ХХ століть Конечний протягом 9 років (1896—1905) публікував театральні репортажі в краківському щомісячнику «Przegląd Polski». Він був одним із найвидатніших критиків епохи, забезпечуючи ретельну підготовку вистав. За життя Конечний опублікував 75 (як він їх називав) критики без заголовків під заголовком: Краківський театр.

## Історія
У своїх історичних працях Конечний розглядав історію Центральної та Східної Європи переважно Середньовіччя та раннього Нового часу. Його особливо цікавили питання, пов'язані з Тевтонським орденом і відносинами Польщі та Литви з їхніми східними сусідами. Деякі з його синтетичних праць мали піонерський характер ("Історія Сілезії ").
Методологічно він вважав, що історичні факти слід пояснювати в контексті їхнього цивілізаційного підґрунтя. Тому він поєднав історіографію зі своєю теорією цивілізації. Описуючи історію Польщі, він вказував, що її конфлікти з сусідніми країнами мали цивілізаційний характер: Польща базується на латинській цивілізації, Росія — на Туранської цивілізації (монгольського походження), а Німеччина — на Візантійській цивілізації. Конечний також підкреслював позитивний вплив католицької церкви на розвиток суспільства та домінуючу роль ідей та інститутів в історії. Згодом Конечний публікував усе менше історичних праць і все більше історіософських.

## Публікації
- 1893 — Ягайло і Вітольд
- 1897 — Історія Сілезії: прикрашена численними малюнками
- 1902 — Історія Польщі під династією П'ястів
- 1903 — Історія Польщі за Ягеллонів
- 1905 — Історична географія
- 1917—1929 — Історія Росії
- 1917 — Тадеуш Костюшко,
- 1920 — Про первісну польськість Хелмщини і Червоної Русі
- 1921 — Польський логос і етос. Обговорення значення та призначення Польщі. Том I та II
- 1924 — Історія адміністрації в Польщі в нарисі
- 1935 — Про множинність цивілізацій
- 1938 — Розвиток моралі
- 1939 — Святі в історії польського народу
- 1973 — Візантійська цивілізація
- 1974 — Єврейська цивілізація
- 1976 — Для порядку в історії
- 1981 — Держава в латинській цивілізації. Принципи права в латинській цивілізації
- 1982 — Історичні права
- 2000 — З економічних питань
- 2002 — Захист латинської цивілізації